# HMS C37
HMS C37 – brytyjski okręt podwodny typu C. Zbudowany w roku 1909 w Vickers w Barrow-in-Furness. Okręt został wodowany 1 stycznia 1910 roku i rozpoczął służbę w Royal Navy 31 marca 1910 roku. 
W 1911 roku razem z HMS C36 i HMS C38 ostatnimi wyprodukowanymi okrętami podwodnymi typu C został przetransportowany do Hongkongu, gdzie działały w Royal Navy's China Squadron.
W 1914 roku C37 stacjonował w Hongkongu przydzielony do China Squadron pod dowództwem Lt. John A. Gaimesa.
Okręt został sprzedany 25 czerwca 1919 roku w Hongkongu i zezłomowany.